# Ceryx riouensis
Ceryx riouensis är en fjärilsart som beskrevs av Obraztsov 1957. Ceryx riouensis ingår i släktet Ceryx och familjen björnspinnare. Inga underarter finns listade i Catalogue of Life.